# Шенкурский проезд
Шенкурский проезд — улица на севере Москвы в районе Бибирево Северо-восточного административного округа, между улицей Пришвина и Вологодским проездом.

## История
Назван в 1974 году по древнему городу Шенкурск, райцентру Архангельской области, упоминаемому в документах с 1137 года, в связи с расположением на севере Москвы. В ноябре 2020 года проезд был продлён за счёт безымянного проезда между улицей Лескова и Вологодским проездом.

## Расположение
Шенкурский проезд проходит с юга на север параллельно Алтуфьевскому шоссе, начинается от улицы Пришвина, пересекает улицу Лескова недалеко от станции метро «Алтуфьево», оканчивается на Вологодском проезде. Справа от проезда за улицей Лескова располагается Алтуфьевский лесопарк.

## Учреждения и организации
По нечётной стороне:
- Дом 3А — дом культуры «Темп»;
- Дом 3Б — журнал «Мировая энергетика»; ДСК «Сибирь»;
- Дом 9 — ГПБОУ ПК им. П.А.Овчинникова корпус «Шенкурский»;
- Дом 13 — детский сад № 1765;
- Дом 15 — школа № 953, Центр образования; Московский институт бухгалтерского учёта и аудита;

По чётной стороне:
- Дом 2 — торговый дом «Карельская сосна»;
- Дом 4А — школа № 139;
- Дом 6А — детский сад № 1046;
- Дом 8А — поликлиника № 179 СВАО;
- Дом 8В — школа № 249;
- Дом 10 — детский хореографический клуб «Пируэт-Плюс»;
- Дом 10А — детский сад № 908;
- Дом 10Б - здесь жил художник Александр Маслаев[источник не указан 859 дней];
- Дом 12 — Горэнергосбыт № 3 СВАО Бибирево;
- Дом 12Б — суды районные: Бутырский (Алтуфьевский, Бибирево, Лианозово, Отрадное, Северный), мировой судья Судебного участка № 83 района Бибирево; ДЕЗ ОДС СВАО Бибирево;
- Дом 14 — ресторан «Чаша Грааля».